# Lowestoft Town FC
Lowestoft Town Football Club is een Engelse semi-professionele voetbalclub uit Lowestoft, Suffolk.

## Geschiedenis
De club werd opgericht in 1887 door een fusie tussen East Suffolk FC en Kirkley & Pakefield FC. In eerste instantie onder de naam Lowestoft FC, maar in 1890 ging de club verder onder de huidige naam.
In het seizoen 2010-11 eindigde de club op de vierde plaats in de Isthmian League Premier Division, waarmee het zich kwalificeerde voor de play-offs. In de finale werd echter met 4-3 verloren van Tonbridge Angels. Een jaar later stond de club weer in de finale van de play-offs. Na verlenging trok Hornchurch met een 2-1 overwinning aan het langste eind. Driemaal was voor Lowestoft Town geen scheepsrecht, want ook in het seizoen 2012-13 werd de finale van de play-offs bereikt en verloren. Deze keer was Concord Rangers met 2-1 te sterk.
In het seizoen 2013-14 werd bij de vierde poging op rij toch promotie afgedwongen. De club bereikte opnieuw de finale van de play-offs, en net als twee jaar eerder was de tegenstander Hornchurch. Het werd minder spannend dan de vorige ontmoeting, maar promotie naar de National League North was een feit na een afgetekende 3-0 overwinning.

## Stadion
De thuiswedstrijden van Lowestoft Town worden gespeeld op Crown Meadow, dat in 1894 werd geopend met een wedstrijd tegen Lowestoft Harriers. Het stadion beschikt sinds 1964 over lichtmasten.
Het recordaantal toeschouwers van 5.000 werd bereikt in 1967 tijdens een FA Cup-wedstrijd tegen Watford.
Tegenwoordig beschikt het stadion over een zittribune met 466 plaatsen. Samen met de staanplaatsen rond de rest van het veld komt de totale capaciteit op 3.000.

## Bekende (oud-)spelers
- Levi Andoh